# Amanda Filipacchi
Amanda Filipacchi (/fɪlɪˈpɑːkɪ/; Parijs, 10 oktober 1967) is een Amerikaanse auteur. Ze groeide op in Frankrijk en de Verenigde Staten. Haar boeken zijn vertaald in 13 talen. In 2013 kwam ze veel in het nieuws vanwege haar artikel over seksisme op de Engelstalige Wikipedia.

## Jeugd
Filipacchi werd in 1967 geboren in Parijs als de dochter van Daniel Filipacchi en Sondra Peterson. Hier bracht ze de eerste 17 jaar van haar leven door, om vervolgens naar New York te verhuizen. Ze haalde haar BA op het Hamilton College en haar MFA in creatief schrijven op de Columbia-universiteit in New York. Op haar dertiende begon ze met schrijven.

## Boeken
Van Filipacchi zijn vier boeken gepubliceerd. Haar debuut was Mannelijk naakt in 1993 (origineel Nude Men), dat in veel talen werd vertaald. Het boek begon als haar eindproject voor haar Masteropleiding, en heeft als thema's dood, liefde en pedofilie. Haar tweede (In de wolken, origineel Vapor, 1999) en derde (Liefde jeukt, origineel Love Creeps, 2005) roman werden ook meermaals vertaald. Na het succes van Liefde jeukt werd Filipacchi als enige Noord-Amerikaanse auteur uitgenodigd voor het Literair Festival Saint Amour in België. Ze wordt beschreven als een komische surrealist (Lovely comic surrealist), en haar stijl wordt vergeleken met die van Muriel Spark: levendig, gevat, wijs en ondeugend (brisk, witty, knowing, mischievous).
De rechten van haar vierde boek: The Unfortunate Importance of Beauty werden in augustus 2013 verkocht aan Norton. Het boek kwam in 2015 uit.